# Bejucal
Bejucal est une ville et une municipalité de Cuba dans la province de Mayabeque.

## Géographie

### Situation
Bejucal se trouve dans la partie occidentale de l'île de Cuba, dans l'ouest de la province de Mayabeque, 
à 27 km sud de La Havane 
et 29 km ouest de sa capitale de province San José de las Lajas.

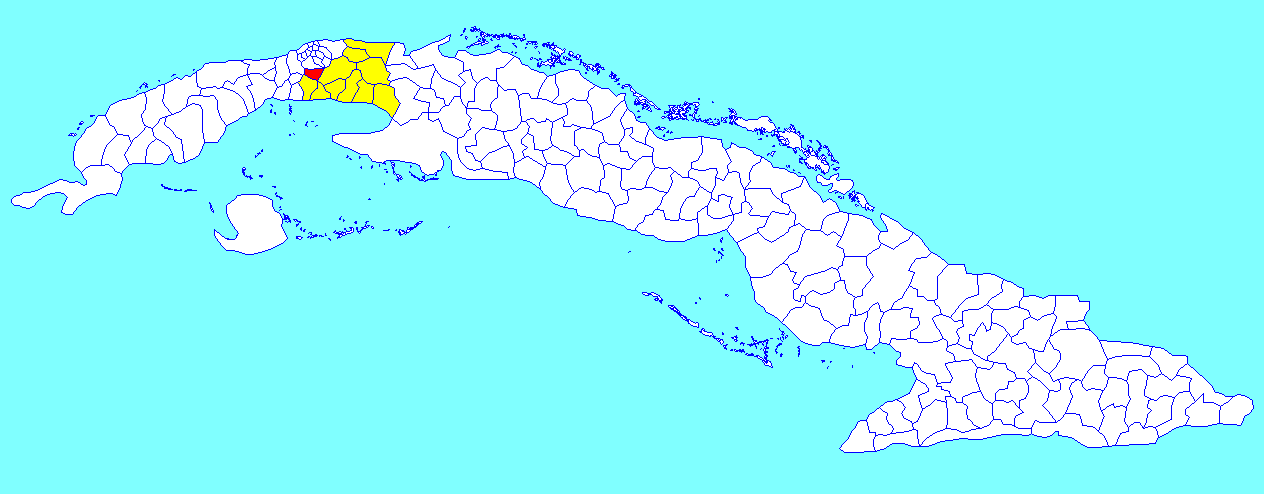
Municipalité de Bejucal dans la province de Mayabeque

### Municipalités voisines

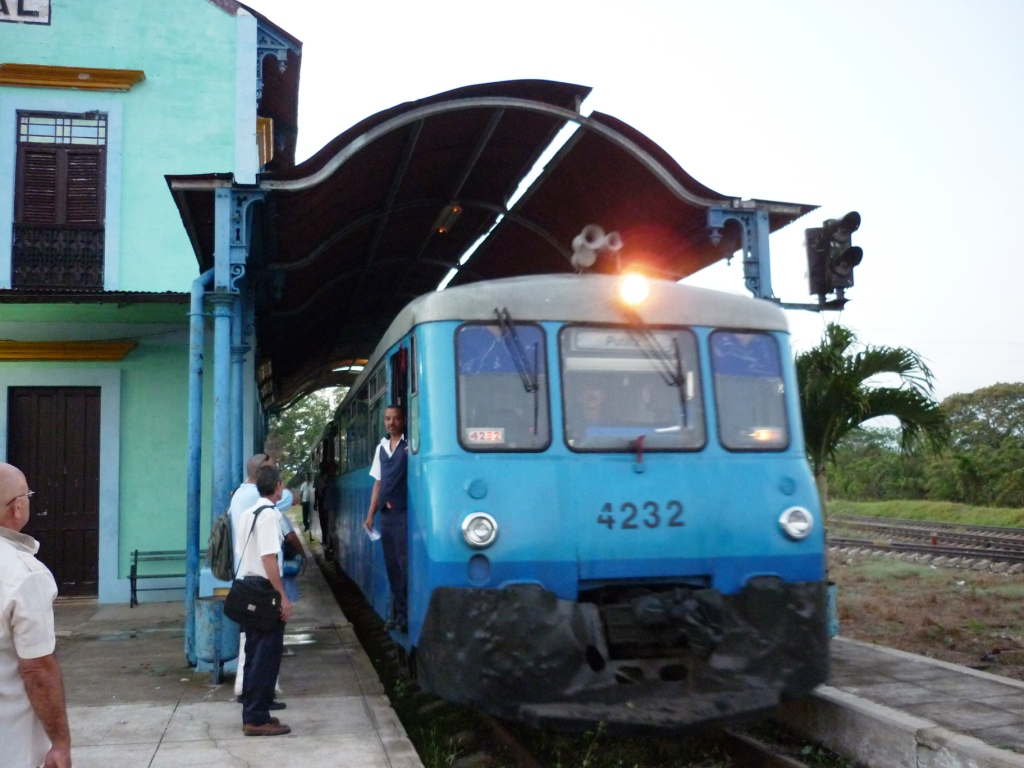
Train de banlieue à Bejucal

### Divisions administratives
Bejucal a cinq consejos populares :
- La Musicanga
- Los Malayos
- Río Hondo
- Buenaventura

## Population
En 2022, la population était estimée à 28 205 habitants ; pour une surface de 115,4 km2, la densité de population est de 244,5 habitants/km².

## Personnalités
- Félix Pita Rodríguez, né en 1909 à Bejucal, écrivain .
- Yusnier Viera, né en 1982 à Bejucal, calculateur prodige.